# Mongauzy
Mongauzy (gaskognisch: Mont Gausir) ist eine Gemeinde mit 656 Einwohnern (Stand: 1. Januar 2022) im französischen Département Gironde. Sie gehört zum Kanton Le Réolais et Les Bastides im Arrondissement Langon. Die Einwohner werden Mongauziens genannt.

## Geografie
Mongauzy liegt etwa 52 Kilometer südöstlich von Bordeaux. Umgeben wird Mongauzy von den Nachbargemeinden Saint-Hilaire-de-la-Noaille im Norden und Nordwesten, Fossès-et-Baleyssac im Norden und Nordosten, Saint-Michel-de-Lapujade im Osten und Nordosten, Lamothe-Landerron im Osten, Jusix im Süden und Südosten, Bourdelles im Süden und Südwesten sowie Montagoudin im Westen und Nordwesten.

## Bevölkerungsentwicklung
| Jahr                      | 1962 | 1968 | 1975 | 1982 | 1990 | 1999 | 2006 | 2013 |
| ------------------------- | ---- | ---- | ---- | ---- | ---- | ---- | ---- | ---- |
| Einwohner                 | 406  | 555  | 538  | 537  | 531  | 568  | 579  | 605  |
| Quelle: Cassini und INSEE |      |      |      |      |      |      |      |      |

## Sehenswürdigkeiten
- Kirche Saint-Jean aus dem 11. Jahrhundert, Monument historique seit 1925
- Kirche von Saint-André-du-Garn

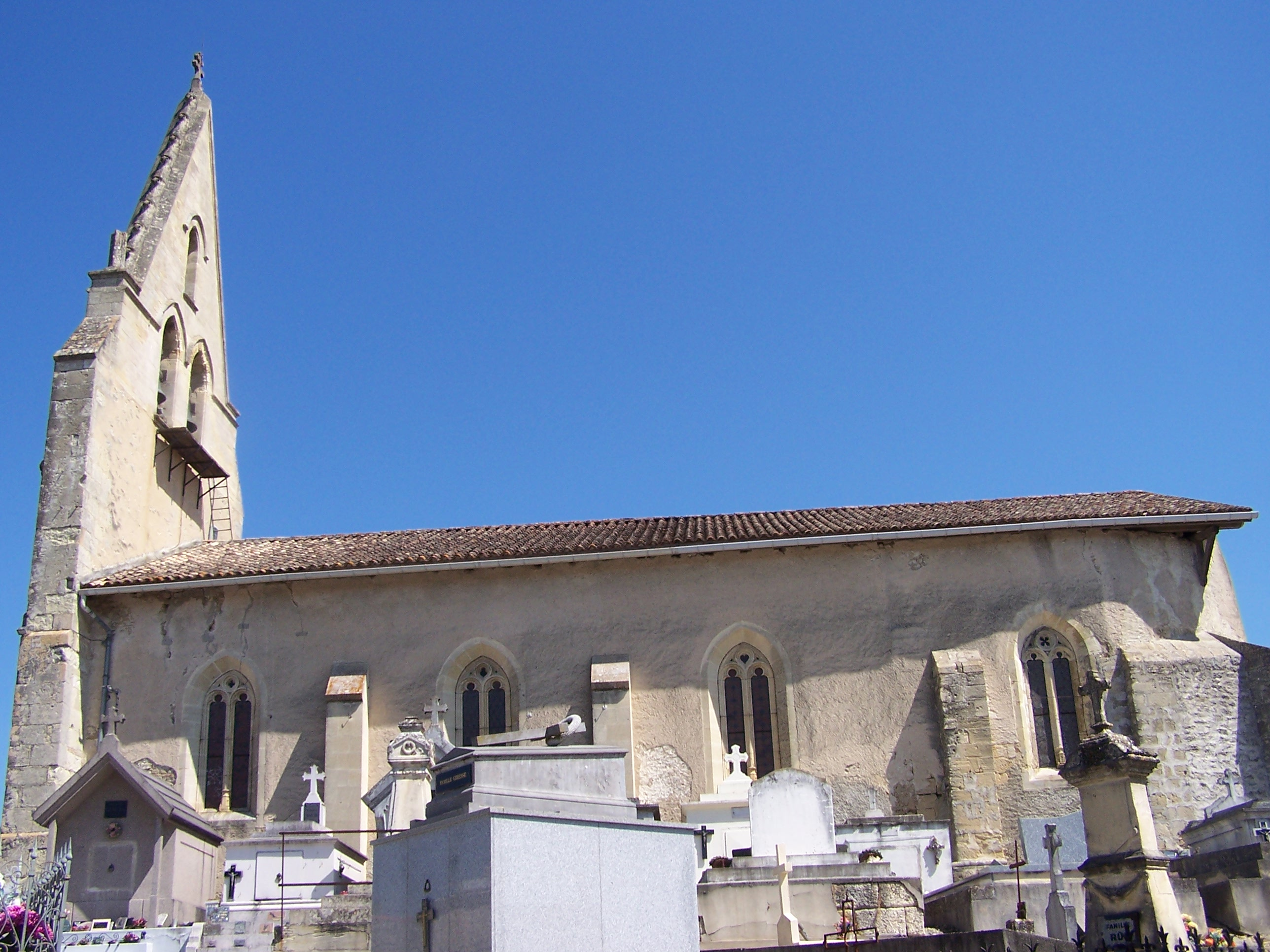
Kirche Saint-Jean
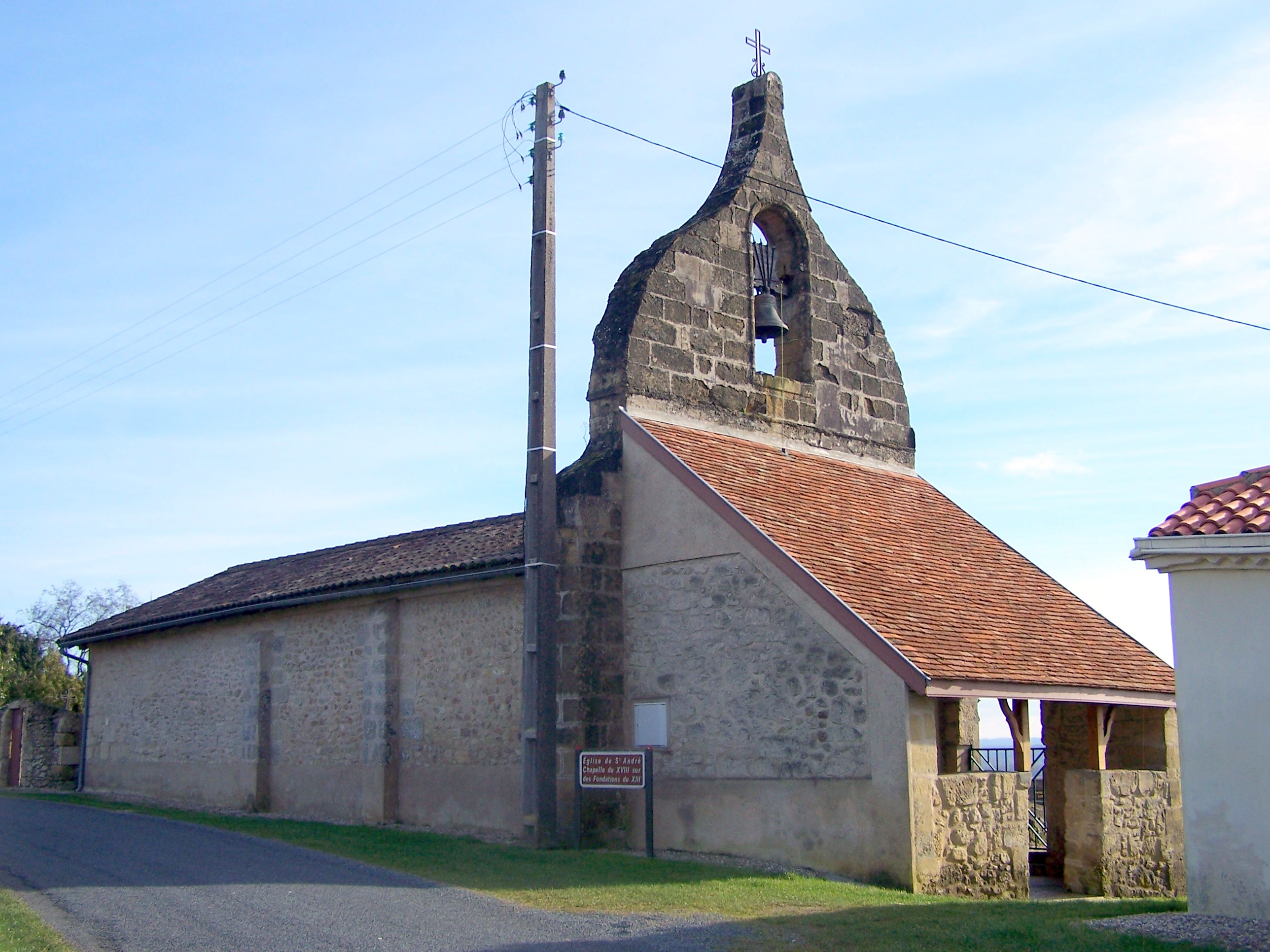
Kirche von Saint-André-du-Garn